# Amie Doherty
Amie Doherty (Ballinasloe, Irlanda, 12 de octubre de 1989) es una compositora y directora irlandesa. Sus trabajo se enfocan al cine y la televisión. Ha sido la primera mujer en componer la banda sonora para una obra de Dreamworks.
Entre sus trabajos más destacados se encuentran Battle at Big Rock (2019), Undone (2019-2022), The High Note (2020), Happiest Season (2020) o Spirit Untamed (2022).
También ha orquestado música para varias series de televisión, entre las que se encuentran Star Trek: Discovery, Star Trek: Picard, Fargo, The Umbrella Academy o Altered Carbon. También ha orquestado para músicos como Lady Gaga o 50 Cent.

## Biografía
Amie Doherty estudió en el Trinity College de Dublín. Vivió y trabajó en Londres, Corea del Sur, Vietnam, India y España hasta que se mudó a Los Ángeles en 2013. Allí se graduó en el Berklee College of Music con un máster en composición para cine, televisión y videojuegos.
En 2022 fue nominada a compositora revelación del año por la International Music Film Critics Awards (IFMCA).

## Trabajos

### Cine
| Año  | Título                                               | Dirección         | Producción                                                                         | Notes                                                        |
| ---- | ---------------------------------------------------- | ----------------- | ---------------------------------------------------------------------------------- | ------------------------------------------------------------ |
| 2016 | Feast of Varanasi                                    | Rajan Kumar Patel |                                                                                    |                                                              |
| 2018 | Here and Now                                         | Fabien Constant   | Paramount Pictures                                                                 |                                                              |
| 2019 | Love You to Death                                    | Alex Kalymnios    | Lifetime Entertainment Services                                                    | Telefilme                                                    |
| 2019 | Battle at Big Rock                                   | Colin Trevorrow   | - Universal Pictures - NBCUniversal Television Distribution - Amblin Entertainment | - Cortometraje - Primera composición para Universal Pictures |
| 2019 | Marooned                                             | Andrew Erekson    | - Universal Pictures - DreamWorks Animation                                        |                                                              |
| 2020 | The High Note                                        | Nisha Ganatra     | Focus Features                                                                     |                                                              |
| 2020 | Happiest Season                                      | Clea DuVall       | - Hulu (Estados Unidos) - Sony Pictures Releasing (Internacional)                  |                                                              |
| 2021 | Spirit: Indomable                                    | Elaine Bogan      | - Universal Pictures - DreamWorks Animation                                        | - Primera composición para una producción de animación       |
| 2023 | Please Don't Destroy: The Treasure of Foggy Mountain | Paul Briganti     | - Universal Pictures - Apatow Productions - Mosaic                                 |                                                              |

### Televisión
| Año  | Título                    | Creadores                       | Producción                                                                                  | Notes |
| ---- | ------------------------- | ------------------------------- | ------------------------------------------------------------------------------------------- | ----- |
| 2019 | Undone                    | Kate Purdy Raphael Bob-Waksberg | Amazon Studios The Tornante Company Boxer vs. Raptor Submarine Amsterdam Hive House Project |       |
| 2022 | She-Hulk: Attorney at Law | Jessica Gao                     | Marvel Studios                                                                              |       |
| 2023 | Blue Eye Samurai          | Michael Green y Amber Noizumi   | Netflix Animation                                                                           |       |